# 필 (춘추)
필(畢)은 중국 춘추 시대의 제후국이다.

## 개요
시조는 필공 고(畢公 高)로, 주(周)나라 문왕(文王)의 열다섯째 아들이다.
고가 봉해진 지 4백여 년 후, 서융(西戎)에게 멸망당하였다.
전국 칠웅 위나라의 시조 위만(魏萬)은 본디 필만(畢萬)으로 필나라 공족의 후예다.

## 역대 군주
| 대수 | 시호 | 휘         | 재위 | 비고 |
| ---- | ---- | ---------- | ---- | ---- |
| 1    |      | 고(高)     |      |      |
| ?    |      | 극(克)     |      |      |
| ?    |      | 석보(碩父) |      |      |